# Гогин, Евгений Евгеньевич
Евгений Евгеньевич Гогин (1926—2016) — советский врач, главный терапевт военного клинического госпиталя им. Н. Н. Бурденко (1975—1988), член-корреспондент РАМН (2000), член-корреспондент РАН (2014), генерал-майор медицинской службы, заслуженный деятель науки РФ (1995).

## Биография
Родился 20 ноября 1926 года в Ленинграде в семье врачей: Евгения Фёдоровича Гогина (1903—1938) и Елизаветы Григорьевны Цуриновой (1901—1971).
В 1948 году с золотой медалью окончил Военно-морскую медицинскую академию имени С. М. Кирова, и был назначен начальником медицинской службы дивизиона тральщиков на Балтийском флоте.
Участвовал в боевом тралении Финского залива. Затем служил ординатором терапевтического отделения 1-го Военно-морского госпиталя.
В 1954 году поступил в адъюнктуру Военно-медицинской академии на кафедру факультетской терапии.
С 1957 по 1975 год прошёл путь от младшего преподавателя до заместителя начальника кафедры военно-морской и госпитальной терапии.
В 1958 году защитил кандидатскую диссертацию, посвящённую изменению гемодинамики у больных острыми пневмониями.
В 1968 году защитил докторскую диссертацию по проблемам острой лучевой болезни. В 1970 году присвоено звание профессора.
С 1975 по 1988 годы — главный терапевт ГВКГ имени Н. Н. Бурденко — заместитель главного терапевта Министерства обороны СССР.
После увольнения с военной службы назначен научным руководителем по терапии Медицинского центра Управления делами Президента Российской Федерации.
В 2000 году избран членом-корреспондентом РАМН, в 2014 году в результате реформы государственных академий наук стал членом-корреспондентом РАН.
Супруга — Татьяна Георгиевна Логинова (род. 1935); дети: кандидат философских наук Дарья Евгеньевна Щёгольская (род. 1951), кандидат медицинских наук Григорий Евгеньевич Гогин (род. 1972).
Умер 28 марта 2016 года. Похоронен в Москве на Троекуровском кладбище.

## Научная деятельность
Проводил исследования в областях: артериальные гипертонии и перикардиты, инфекционный эндокардит и миокардиты, пневмонии и аллергические процессы в лёгких, радиационные поражения. Автор работ по комбинированному поражению бета-частицами (бета-ожоги) и жёстким гамма-излучением.
Привлекался к работе в составе Государственной медицинской комиссии по ликвидации аварии на Чернобыльской АЭС.
Автор более 320 опубликованных научных работ.
Автор 10 монографий, в том числе:
- «Заболевания перикарда» (1979)
- «Гипертоническая болезнь» (1997)
- «Tschernobyl. Die Folgen eines Supergaus» (1993) совместно с А. И. Воробьёвым на немецком языке
- «Сочетанные радиационные поражения» (2000)
- «Предпосылки и детерминанты заболеваний» (2003).

Соавтор и редактор I тома многотомного руководства «Диагностика и лечение внутренних болезней» (1991, 1996, 1999) и переработанного издания в 2003 году.
Соавтор 15 различных руководств, учебников, справочников, а также Большой и Малой медицинской энциклопедий.
Создатель научной школы терапевтов, среди его учеников доктора и кандидаты медицинских наук, руководители и главные терапевты центральных военно-медицинских учреждений, округов и флотов.
Под его руководством защищены 2 докторские и 8 кандидатских диссертаций.

## Награды
- Орден Красной Звезды (1986)
- Орден «За службу Родине в Вооружённых Силах СССР» III степени (1982)
- Заслуженный деятель науки Российской Федерации (1995)
- Орден Сергия Радонежского II степени (2002)
- медали